# Pirita-Kose-Kloostrimetsa

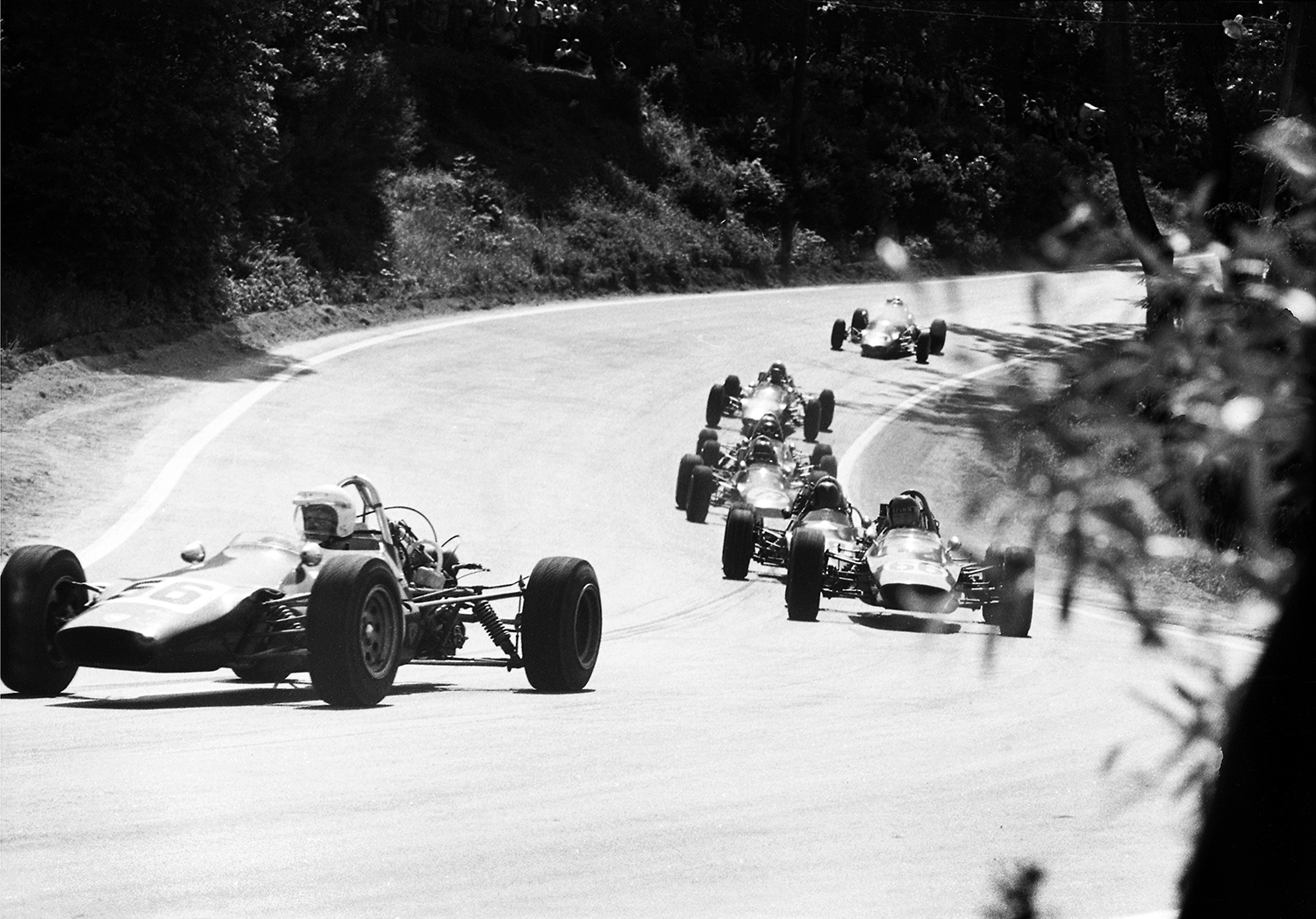
Formelrennen auf dem Kalevi Circuit 1974

Der Pirita-Kose-Kloostrimetsa oder auch Kalevi Circuit war eine Motorsport-Rennstrecke östlich von Tallinn, Estland. Der temporäre Straßenkurs wurde von 1933 bis 2006 mit Unterbrechungen als Austragungsort von Auto- und Motorradrennen genutzt.

## Geschichte
Das erste Motorradrennen wurde am 17. September 1933 ausgetragen. Im folgenden Jahr starteten erstmals auch Autos auf dem Kurs. Die erste Streckenvariante war ein nur teilweise asphaltierter, 6,761 km langer Straßenkurs beidseitig der Ufern der Pirita, der zweimal den Fluss auf Holzbrücken überquerte. Fast die gesamte Strecke verlief im Wald, mit Ausnahme des westlichen Abschnitts, der durch das Dorf Pirita an der Mündung des Flusses führte. 
1959 wurde sie mit einer Länge von 8,566 km wiedereröffnet. Für das Jahr 1962 erfolgte eine geringfügige Verlängerung auf 8,648 km. Nachdem 1964 keine Rennläufe ausgetragen wurden, erfolgte ein Umbau der Strecke und eine drastische Verkürzung auf 6,026 km. Seitdem wurde die Strecke weiterhin modifiziert, behielt aber ihre Länge von circa 6 km.
Auch Joey Dunlop konnte sich nach dem Fall des Eisernen Vorhangs mehrfach in die Siegerlisten eintragen. Nachdem er 2000 das Supersport-600- und das Superbike-Rennen gewinnen konnte, stürzte er im 125-cm³-Rennen bei einsetzendem Regen eingangs Start und Ziel tödlich. Schon 1968 kam Enn Kaarneem auf dieser Strecke ums Leben.

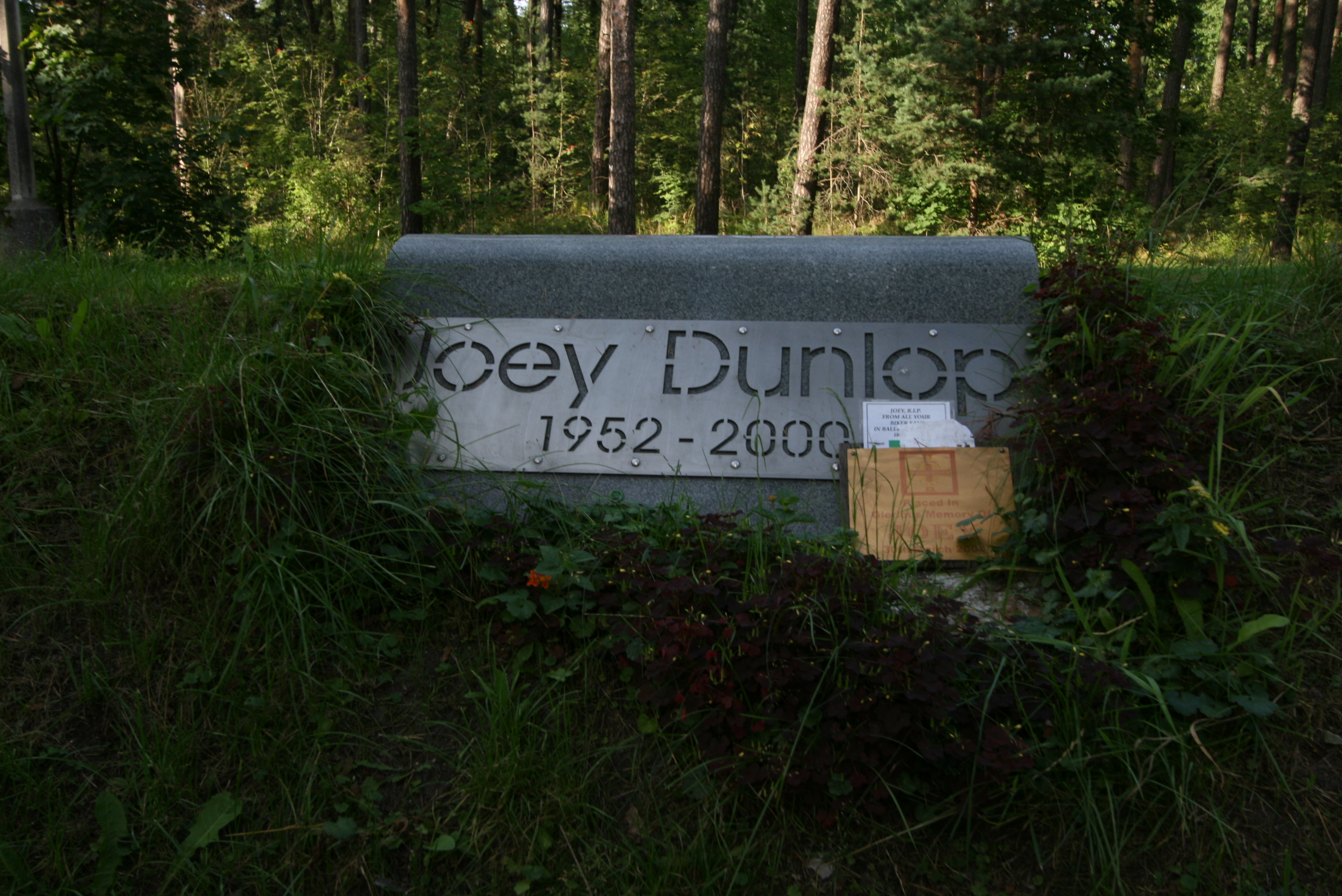
Gedenkstein für Joey Dunlop

Nicht zuletzt Dunlops Unfall zeigte die baulichen Mängel der Strecke. Nötige Investitionen in die Streckensicherheit blieben aus, und so wurden die Rennen Ende der 2000er auf dem Kurs eingestellt.

## Veranstaltungen
Die Strecke wurde von 1933 bis 1939 für die estnische TT und den Großen Preis von Estland genutzt.
Seit 1959 fand jährlich das Kalevi Suursõit (Großes Rennen von Kalev) statt. Es wurde seit seinem Bestehen nur 1964, 1979 und 1984 nicht ausgetragen.
Schon nach einem tödlichen Unfall 1978 während eines Formel-Wostok-Rennens, bei dem eine schwangere Frau ums Leben kam, ruhten über die 1980er Jahre hinweg die Automobilsportaktivitäten auf dem Kalevi Circuit. Vorher waren alle russischen Automobil-Rennklassen, wie die Formel 1 bis 4 am Start. Letztmals waren 1997 Automobile im Renntempo unterwegs.

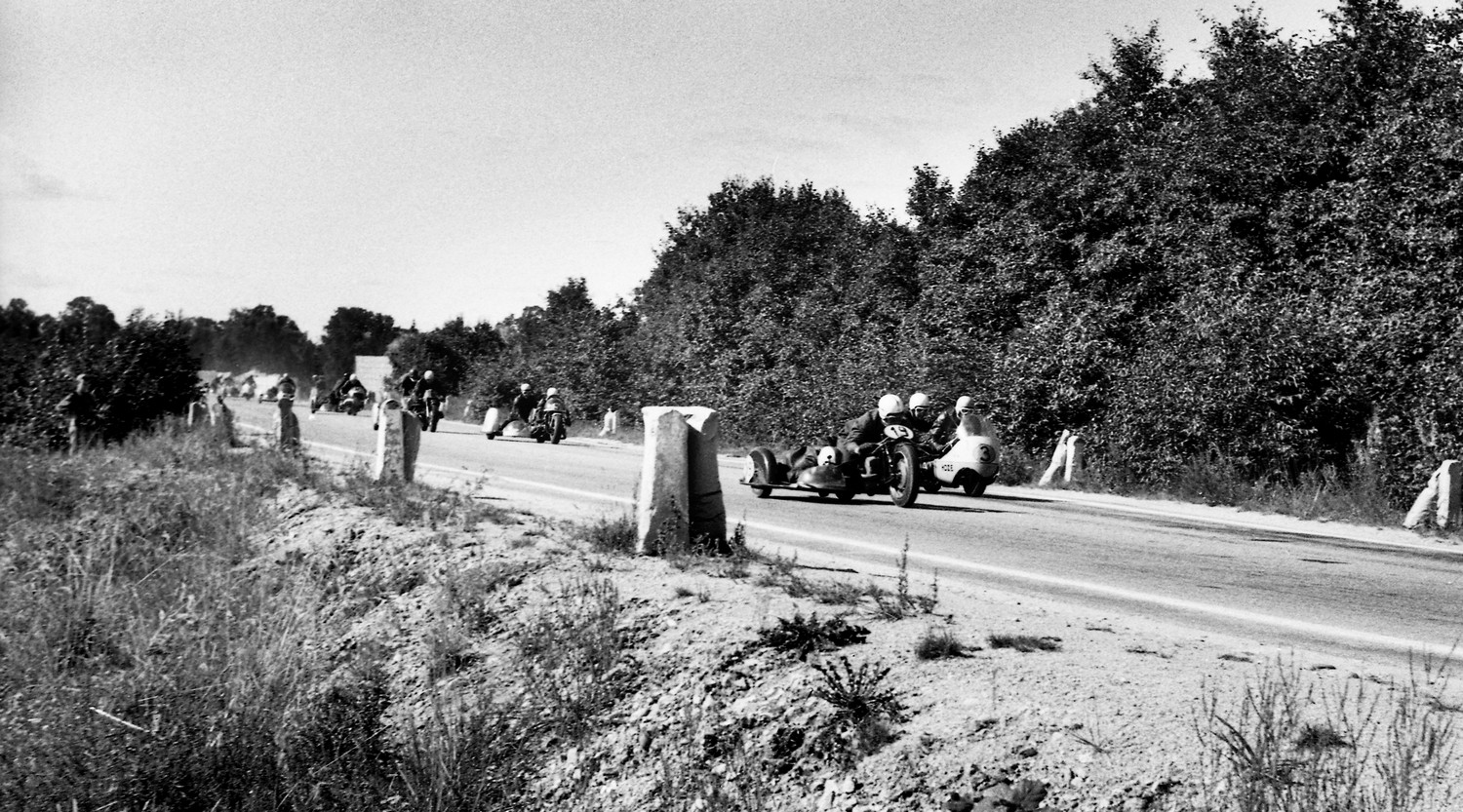
4. Runde der sowjetischen Rundstreckenmeisterschaften in Tallinn, August 1971.

In den Siegerlisten finden sich einige bekannte Namen. 1983 und 1987 konnte Kari Karttiala das 750-cm³-Seitenwagenrennen gewinnen. 2008 wurde sein Sohn Timo als Passagier zusammen mit Pekka Päivärinta Seitenwagen-Weltmeister. 